# Isaak ben Eliakum
Isaak ben Eliakum war ein jiddischer Schriftsteller des 17. Jahrhunderts. Mit seiner 1620 erschienenen, im damaligen Polen weit verbreiteten ethischen Schrift Leb Tow (Lew Tow, „Gutes Herz“) wendete er sich nicht nur an die Frau, sondern an die ganze Familie.